# Бакин, Сергей Владимирович (Герой Российской Федерации)
Сергей Владимирович Бакин (14 января 2000, Онохой, Республика Бурятия, Россия — 28 ноября 2024) — российский военнослужащий, старший лейтенант. Герой Российской Федерации (посмертно, 2025).

## Биография
Родился 14 января 2000 года в посёлке Онохой Республики Бурятия.
Обучался в школе № 2 по месту жительства до седьмого класса, затем перешёл в Суворовское военное училище города Ульяновск. В 2022 году мужчина окончил Дальневосточное высшее общевойсковое командное училище с красным дипломом. Являлся участником вторжения России на Украину.
Скончался 28 ноября 2024 года от полученных ран в госпитале. Похоронен 6 декабря этого же года в Онохое.

## Личная жизнь
- Был женат, есть дочь[6].

## Звания и награды
- Герой Российской Федерации (посмертно, 2025)
- медаль «За воинскую доблесть» (II степень)
- медаль «Участнику специальной военной операции»